# Hrastina Samoborska
Hrastina Samoborska is een plaats in de gemeente Samobor in de Kroatische provincie Zagreb. De plaats telt 750 inwoners (2001).